# Hernádbűd
Hernádbűd là một thị trấn thuộc hạt Borsod-Abaúj-Zemplén, Hungary. Thị trấn này có diện tích 5,91 km², dân số năm 2010 là 146 người, mật độ 25 người/km².